# Ornithogalum pruinosum
Ornithogalum pruinosum är en sparrisväxtart som beskrevs av Frances Margaret Leighton. Ornithogalum pruinosum ingår i släktet stjärnlökar, och familjen sparrisväxter. Inga underarter finns listade i Catalogue of Life.